# Postcards from Paradise
Postcards from Paradise ist das 34. Album und das 18. Studioalbum von Ringo Starr nach der Trennung der Beatles. Es wurde am 27. März 2015 in Deutschland (Großbritannien: 30. März 2015, USA: 31. März 2015) veröffentlicht.

## Entstehungsgeschichte
Seit den Aufnahmen zu seinem Studioalbum Y Not übernahm Ringo Starr die verantwortliche Rolle des ersten Produzenten; bei Ringo 2012 war er erstmals alleiniger Produzent, dieses führte er bei dem Album Postcards from Paradise fort.
Die exakten Aufnahmezeiten für das Album Postcards from Paradise sind nicht dokumentiert, sie erstreckten sich vom Herbst 2013 bis November 2014. Die aktuelle All-Starr Band von Ringo Starr, die seit 2012 in der gleichen Formation auftritt, bestehend aus Steve Lukather, Gregg Rolie, Todd Rundgren, Richard Page, Mark Rivera und Gregg Bissonette harmonierte menschlich erstmals optimal, laut Ringo Starr, was sich positiv auf den kreativen Prozess des Entstehens des Albums auswirkte. So wirkten die Tourmusiker, außer Mark Rivera, beim Album Postcards from Paradise als Studiomusiker und Mitkomponisten mit. Island in the Sun wurde von der All-Starr Band während der Tournee komponiert. Die Studioaufnahmen erfolgten in dem Rocca Bella Studio, das sich in einem Gästehaus von Ringo Starr in Los Angeles befindet, und die Einspielungen der Musiker erfolgten je nach zeitlicher Verfügbarkeit der einzelnen Künstler.
Im Vergleich zum Vorgängeralbum Ringo 2012 waren an diesem Album wieder mehr prominente Musiker beteiligt. Es wirkten unter anderem Joe Walsh, Richard Marx, Peter Frampton und David A. Stewart sowie das (ehemalige) Mitglied der All-Starr Band Todd Rundgren mit. Ringo Starr war bei allen elf Liedern Komponist oder Mitkomponist. Das Lied Rory and the Hurricanes ist die vierte Hommage an seine Zeit vor den Beatles nach den Liedern In Liverpool vom Album Ringo 2012, The Other Side of Liverpool vom Album Y Not und Liverpool 8 vom gleichnamigen Album, die an seine Heimatstadt, mit teilweise autobiografischen Texten, gerichtet sind. Rory and the Hurricanes hieß die Band, bei der Ringo Starr vor den Beatles Schlagzeug spielte. In einem Interview erwähnte Starr, dass mehrere Buchverlage eine Autobiografie von ihm veröffentlichen möchten, doch sei die Bedingung, sich thematisch auf die Zeit mit den Beatles zu fokussieren. Das sei der Grund, warum er Ausschnitte seines Lebens musikalisch verarbeite. Das Lied Postcards from Paradise beinhaltet textlich hauptsächlich Titel von Beatles-Liedern, weitere Lieder des Albums erinnern auch musikalisch an die Beatles.
Postcards from Paradise ist das vierte Album von Ringo Starr, das bei Universal erschien.

## Covergestaltung
Das Cover entwarfen Vartan, Masaki Koike und Meire Murakami. Das Vorderseitenfoto des Covers stammt von Rob Shanahan, das Rückseitenfoto von Scott Ritchie. Der CD liegt ein zwölfseitiges Begleitheft bei, das Informationen zu den Liedern und dem Album sowie die Liedtexte enthält.

## Titelliste
1. Rory and the Hurricanes (Richard Starkey a/Dave Stewart) – 4:09
2. You Bring the Party Down (Richard Starkey/Steve Lukather) – 3:41
3. Bridges (Richard Starkey/Joe Walsh) – 5:01
4. Postcards from Paradise (Richard Starkey/Todd Rundgren) – 5:18
5. Right Side of the Road (Richard Starkey/Richard Marx) – 3:12
6. Not Looking Back (Richard Starkey/Richard Marx) – 3:50
7. Bamboula (Richard Starkey/Van Dyke Parks) – 3:20
8. Island in the Sun (Richard Starkey/Todd Rundgren/Richard Page/Steve Lukather/Gregg Rolie/Warren Ham/Gregg Bissonette) – 4:02
9. Touch and Go (Richard Starkey/Gary Burr) – 3:36
10. Confirmation (Richard Starkey/Glen Ballard) – 3:37
11. Let Love Lead (Richard Starkey/Gary Nicholson) – 4:11

## Wiederveröffentlichungen
Die-CD Veröffentlichung aus dem Jahr 2012 wurde bisher nicht neu remastert.

## Single-Auskopplungen
Die einzige Singleauskopplung Postcards from Paradise erschien vorab am 3. März 2015 als Download-Single.

## Chartplatzierungen
| ChartsChartplatzierungen       | Höchstplatzierung | Wochen |
| ------------------------------ | ----------------- | ------ |
| Vereinigte Staaten (Billboard) | 99 (1 Wo.)        | 1      |

## Sonstiges
Eine Veröffentlichung als LP erfolgte wie bei den Vorgängeralben Y Not und Ringo 2012.

## Ringo at the Ryman
Zwischen dem letzten (Ringo 2012) und aktuellen Studioalbum wurde im März 2013 die Konzert-DVD Ringo at the Ryman veröffentlicht. Die DVD enthält 26 Lieder der zwölften All-Starr-Band aus dem Konzert im Ryman Auditorium, das am 7. Juli 2012 in Nashville, am 72. Geburtstag von Ringo Starr aufgenommen wurde. Ringo Starr sang 13 Lieder. Die Setliste war wie folgt:
1. Open / Matchbox – Ringo Starr
2. It Don’t Come Easy – Ringo Starr
3. Wings – Ringo Starr
4. I Saw the Light – Todd Rundgren
5. Evil Ways – Gregg Rolie
6. Rosanna – Steve Lukather
7. Kyrie – Richard Page
8. Don’t Pass Me By – Ringo Starr
9. Bang the Drum All Day – Todd Rundgren
10. Boys – Ringo Starr
11. Yellow Submarine – Ringo Starr
12. Black Magic Woman – Gregg Rolie
13. Band Intro / Happy Birthday – Ringo Starr
14. Anthem – Ringo Starr
15. I’m the Greatest – Ringo Starr
16. Rocky Mountain Way – Joe Walsh
17. You Are Mine – Richard Page
18. Africa – Steve Lukather
19. Everybody’s Everything – Gregg Rolie
20. I Wanna Be Your Man – Ringo Starr
21. Love Is the Answer – Todd Rundgren
22. Broken Wings – Richard Page
23. Hold the Line – Steve Lukather
24. Photograph – Ringo Starr
25. Act Naturally – Ringo Starr
26. With a Little Help from My Friends / Give Peace a Chance – Ringo Starr

Eine CD-Veröffentlichung erfolgte nicht.